# Larry Sullivan
Lawrence Edward „Larry” Sullivan Jr. (ur. 10 września 1970 w New Haven) – amerykański aktor telewizyjny, filmowy i teatralny.

## Życiorys

### Wczesne lata
Urodził się w  New Haven w stanie Connecticut jako syn Sheryl i Lawrence’a Sullivanów. W wieku dziesięciu lat przeniósł się wraz z rodziną na Florydę, po tym jak zamknięty został zakład przemysłowy Armstrong Rubber Company, w którym pracował ojciec Larry’ego. Dojrzewał w miejscowości Kissimmee, niedaleko Orlando, gdzie ukończył szkołę średnią, a podczas nauki otrzymał nagrodę Disney Dreamers & Doers Award od Malcolma-Jamala Warnera. Był Kubusiem Puchatkiem i Wojowniczym Żółwiem Ninja z Kevinem Scottem Richardsonem na Disney World / MGM w Orlando na Florydzie.

### Kariera
Po raz pierwszy trafił na plan filmowy był tuż po ukończeniu liceum, kiedy był dublerem Johna Newtona w serialu telewizyjnym Superboy (1988−1989) w Orlando na Florydzie. Następnie grał na deskach teatru Muny w Saint Louis. W 1990 znalazł się w obsadzie komedii romantycznej fantastycznonaukowej Pułapka marzeń (Dream Trap) z Kristy Swanson i horrorze wideo Charlie przychodzi nocą (The Night Brings Charlie). W 1993 przeniósł się do Nowego Jorku, a cztery miesiące później został obsadzony na Broadwayu w jednej z ról w musicalu Miss Saigon, który wspólnie z innymi aktorami promował w Los Angeles.
Wystąpił w kilku filmach kinowych, między innymi w komedii sensacyjnej Godziny szczytu (Rush Hour, 1998) u boku Jackiego Chana i Chrisa Tuckera, dreszczowcu Słaby punkt (La faille, 2007) z Ryanem Goslingiem i Anthonym Hopkinsem czy biograficznym komediodramacie muzycznym Straight Outta Compton (2015).
Często występował w reklamach telewizyjnych oraz w gościnnych rolach w popularnych serialach, takich jak Beverly Hills, 90210 (1996, 1998), Pod koszem (1998), Zatoka Marlina (Hyperion Bay) (1998), USA High (1998), A teraz Susan (1999), Felicity (1999) Prezydencki poker (2000), Diagnoza morderstwo (2000) i JAG: Wojskowe Biuro Śledcze (2000). Po raz pierwszy zwrócił na siebie uwagę po zagraniu roli Roberta, chłopaka Willa Trumana (Eric McCormack) do tańca baletowego, w sitcomie NBC Will & Grace, w pierwszym świątecznym odcinku „Jingle Balls” (2001). Za rolę Alana Oakleya w komediodramacie LGBT The Trip (2002) ze Steve’em Braunem i Alexis Arquette otrzymał nagrodę dla najlepszego aktora podczas festiwalu filmowym Dallas Out Takes. Od 13 listopada 2003 do 28 grudnia 14 grał postać oficera Andy’ego Akersa w serialu policyjnym CBS CSI: Kryminalne zagadki Las Vegas (CSI: Crime Scene Investigation). Wystąpił potem gościnnie w trzech odcinkach serialu sensacyjnego Fox 24 godziny (2009, 2010) jako agent United States Secret Service Hoskins i familijnym sitcomie mockument Współczesna rodzina (Modern Family) jako Teddy, były chłopak Mitchella Pritchetta (Jesse Tyler Ferguson) w odcinku „My Hero” (2013). W serialu HBO Wielkie kłamstewka (Big Little Lies, 2017) pojawił się jako Oren, w internetowym serialu młodzieżowym udostępnionym na platformie Netflix Trinkets (2019–2020) wystąpił w roli Douga Davisa.

## Życie prywatne
Mężem Sullivana jest aktor David Monahan. Mają razem adoptowanego syna Coopera. W 2015 rodzina pojawiła się w reklamie Campbell Soup Company.
Jest wegetarianinem.

## Filmografia
- Dexter (2008) jako Ethan Turner
- Evan Wszechmogący (Evan Almighty, 2007) jako Staffer
- Zabójcze umysły (Criminal Minds, 2007) jako szeryf Schaeffer
- Słaby punkt (Fracture, 2007) jako Lee Gardner
- Krok od domu (Close to Home, 2007) jako Nick Tursi
- Pani prezydent (Commander in Chief, 2006) jako Dan Pierce
- Trzy na jednego (Big Love, 2006)
- Jordan (Crossing Jordan, 2005) jako George Winters
- Bez skazy (Nip/Tuck, 2005) jako detektyw Myers
- Odległy front (Over There, 2005) jako dr Beatty
- Czarownica (Bewitched, 2005)
- Agentka o stu twarzach (Alias, 2005) jako Phil
- Kobieta-Kot (Catwoman, 2004)
- Ostry dyżur (ER, 2004) jako Martin Pryor
- American Dreams (2004) jako Russ
- CSI: Kryminalne zagadki Las Vegas (CSI: Crime Scene Investigation 2003–2006) jako oficer Akers
- Agenci NCIS (NCIS, 2003)
- Sześć stóp pod ziemią (Six Feet Under, 2003) jako deputowany Wheeler
- The Trip (2002) jako Alan Oakley
- Will & Grace (2001) jako Robert
- JAG – Wojskowe Biuro Śledcze (JAG, 2000) jako Roger Pearson
- Psycho Beach Party (2000) jako tancerz
- Diagnoza morderstwo (Diagnosis Murder, 2000) jako Jordon Alsop
- Prezydencki poker (The West Wing, 2000) jako Hamlin
- Felicity (1999) jako Preston
- Godziny szczytu (Rush Hour, 1998)
- Beverly Hills, 90210 (1998) jako Larry/Bernie Torgov
- Żar młodości (The Young and the Restless, 1997) jako starszy Dylan Wordsworth
- Defying Gravity (1997) jako Otter